# Philip Evans
Ne pas confondre avec Phillip Evans.
Philip Evans, né en 1645 à Monmouth, comté de Gwent au Pays de Galles (Grande-Bretagne) et exécuté le 22 juillet 1679 à Cardiff, Pays de Galles, était un prêtre jésuite gallois. Il est exécuté pour trahison, en même temps que Jean Lloyd, pour avoir exercé son sacerdoce. 

## Biographie
Evans fait ses humanités au collège des jésuites anglais en exil à Saint-Omer (France). Il entre peu après (en 1667) au noviciat des jésuites alors situé dans l'ancienne Watten. À la fin de ses études de théologie (au théologat anglais de Liège) et son ordination sacerdotale en 1675, à Liège, il retourne dans son pays, où il enseigne quelque temps dans un collège jésuite dans le sud du pays de Galles,.
Lorsque la chasse aux prêtres catholiques s’intensifie à la suite du pseudo complot papiste de 1678, des amis invitent Evans à entrer dans la clandestinité. Il décline la proposition et poursuit son ministère sacerdotal.
Dénoncé comme prêtre catholique il est arrêté le 4 décembre 1678 à Sker alors propriété de Christopher Turberville et incarcéré à Cardiff en compagnie d’un autre prêtre catholique John Lloyd. Les deux sont jugés pour « trahison » (d’après les statuts de 1585) car ils se sont fait ordonner prêtres à l’étranger pour ensuite rentrer exercer leur ministère dans leur pays. Bien que peu acceptent de témoigner contre lui, Evans est condamné « au gibet et l’écartèlement » en mai 1679.
En prison il obtient qu’on lui donne une harpe. S’y accompagnant il chante cantiques et hymnes religieux pour l’édification et le divertissement des gardes et autres prisonniers... Des rumeurs de pardon commencent à circuler, mais l’ordre d’exécution le précède : Philippe Evans et John Lloyd sont pendus, traînés et équarris à Cardiff le 22 juillet 1679.

## Vénération
Béatifié par Pie XI en 1929 il est canonisé en 1970 par le pape Paul VI avec les quarante martyrs d'Angleterre et de Galles. Il est fêté individuellement le 22 juillet.